# رودخانه دروت
رودخانه دروت (به انگلیسی: Drut River) رودخانه‌ای است که در بلاروس جریان دارد.